# IC 35
IC 35 је спирална галаксија у сазвјежђу Рибе која се налази на листи објеката дубоког неба у Индекс каталогу.
Деклинација објекта је + 10° 21' 27" а ректасцензија 0h 37m 39,9s. Привидна величина (магнитуда) објекта IC 35 износи 14,1 а фотографска магнитуда 14,8. IC 35 је још познат и под ознакама UGC 374, MCG 2-2-24, CGCG 434-26, KARA 30, PGC 2246.